# Robert Simonič (častnik)
Robert Simonič, slovenski častnik, * 2. februar 1975, Slovenj Gradec.

## Vojaška kariera
- poveljnik učne skupine in inštruktor, Šola za častnike SV

## Odlikovanja in priznanja
- medalja v službi miru (23. januar 2002)